# Nampa
Nampa é uma cidade localizada no estado americano do Idaho, no Condado de Canyon.

## Geografia
De acordo com o United States Census Bureau, a cidade tem uma área de 81,17 km², dos quais 80,78 km² estão cobertos por terra e 0,39 km² por água.

### Localidades na vizinhança
O diagrama seguinte representa as localidades num raio de 20 km ao redor de Nampa.

## Demografia
Segundo o censo nacional de 2010, a sua população é de 81 557 habitantes e sua densidade populacional é de 1 010 hab/km². É a segunda cidade mais populosa do estado. Possui 30 507 residências, que resulta em uma densidade de 377,65 residências/km².